# Regiony v Japonsku

Mapa regionů Japonska. Od severovýchodu k jihozápadu: Hokkaidó (červená), Tóhoku (žlutá), Kantó (zelená), Čúbu (tyrkysová), Kansai (tmavě modrá), Čúgoku (oranžová), Šikoku (fialová) a Kjúšú s Okinawou (šedá).

Japonsko je děleno do osmi regionů. Regiony nejsou oficiálními územními jednotkami, přesto jsou vládou a úřady běžně používány pro statistické a jiné účely. Kromě toho jsou široce používány například v mapách, učebnicích zeměpisu, ve zprávách o počasí a v názvech společností a institucí, například Kjúšúská univerzita.
Každý z regionů obsahuje jednu či více ze 47 prefektur. Ze čtyř hlavních japonských ostrovů tvoří Hokkaidó, Šikoku a Kjúšú po jednom regionu, přičemž součástí Kjúšú je i souostroví Rjúkjú, a největší Honšú je rozdělen do pěti regionů. Prefektura Okinawa se většinou řadí pod ostrov Kjúšú, někdy je však brána jako devátý region.

## Seznam regionů
| Region          | Obyvatelstvo (2019) | Rozloha (km2) | Prefektury                                                             |
| --------------- | ------------------- | ------------- | ---------------------------------------------------------------------- |
| Hokkaidó        | 5,3 milionu         | 83 000        | Hokkaidó                                                               |
| Tóhoku          | 8,7 milionu         | 67 000        | Akita, Aomori, Fukušima, Iwate, Jamagata, Mijagi                       |
| Kantó           | 46,3 milionu        | 32 000        | Čiba, Gunma, Ibaraki, Kanagawa, Saitama, Točigi, Tokio                 |
| Čúbu            | 25,2 milionu        | 67 000        | Aiči, Fukui, Gifu, Išikawa, Jamanaši, Nagano, Niigata, Šizuoka, Tojama |
| Kansai          | 20,5 milionu        | 33 000        | Hjógo, Kjóto, Mie, Nara, Ósaka, Šiga, Wakajama                         |
| Čúgoku          | 7,3 milionu         | 32 000        | Jamaguči, Hirošima, Okajama, Šimane, Tottori                           |
| Šikoku          | 3,7 milionu         | 19 000        | Ehime, Kagawa, Kóči, Tokušima                                          |
| Kjúšú a Okinawa | 14,3 milionu        | 44 000        | Fukuoka, Kagošima, Kumamoto, Mijazaki, Nagasaki, Óita, Okinawa, Saga   |

### Regiony a ostrovy
Seznam hlavních japonských ostrovů a tradičních regionů a jejich podregionů. Seznam je řazen od severovýchodu na jihozápad a osm regionů je zvýrazněno tučně.
- Hokkaidó (ostrov a jeho souostroví)
- Honšú
  - Tóhoku (severní část)
  - Kantó (východní část)
    - Ostrovy Nanpó (součást Tokia)

  - Čúbu (centrální část)
    - Hokuriku (severozápadní část)
    - Kóšinecu (severovýchodní část)
    - Tókai (jižní část)

  - Kansai[pozn. 2] (jižní/centrální část)
  - Čúgoku (západní část)
    - San’in (severní část)
    - San’jó (jižní část)
- Šikoku
- Kjúšú
  - Severní Kjúšú
  - Jižní Kjúšú
  - Okinawa